# Nakayama Circuit
Der Nakayama Circuit ist eine 2,007 km lange Motorsport-Rennstrecke im Bezirk Wake, in der Präfektur Okayama im Westen Japans. Die Strecke ist Teil des recht kompakt angelegten Sanyo Sports Lands.

## Geschichte
Die Rennstrecke wurde 1971 nach einer 3-jährigen Bauzeit eröffnet und war nach dem Suzuka Circuit, dem Fuji Speedway und dem Tsukuba Circuit die vierte permanente Motorsportanlage in Japan, die vom japanischen Automobilverband Japan Automobile Federation (JAF) für Rennsportveranstaltungen homologiert wurde. 
Die Strecke wurde 1998 von 1,550 km auf 2,007 km erweitert. 2009 lief die Homologation der Rennstrecke für professionelle Motorsportveranstaltungen aus. Lediglich die Kartbahn ist noch von der JAF für nationale Events zugelassen.

## Streckenbeschreibung
Eine separate 740 m lange Kartbahn befindet sich in direkter Nähe zur Rennstrecke. Die Rückseite der Tribüne der Rennstrecke grenzt an die erste Haarnadelkurve der Kartbahn.

## Veranstaltungen
Die Strecke ist Austragungsort für japanische Clubsportveranstaltungen.